# Longtan Gongyuan
Longtan Gongyuan (kinesiska: 龙潭公园) är en park i Kina. Den ligger i storstadsområdet Peking, i den norra delen av landet, i huvudstaden Peking. Longtan Gongyuan ligger 39 meter över havet. Den ligger vid sjön Longtan Hu.
Runt Longtan Gongyuan är det tätbefolkat, med 849 invånare per kvadratkilometer. Närmaste större samhälle är Peking, 4,7 km nordväst om Longtan Gongyuan. Runt Longtan Gongyuan är det i huvudsak tätbebyggt.
Genomsnittlig årsnederbörd är 694 millimeter. Den regnigaste månaden är juli, med i genomsnitt 226 mm nederbörd, och den torraste är januari, med 2 mm nederbörd.